# Котелевская поселковая община
Котелевская поселковая община (укр. Котелевська селищна громада) — территориальная община в Полтавском районе Полтавской области Украины. Административный центр — посёлок Котельва.
Создана в 2020 году, согласно распоряжению Кабинета Министров Украины № 721-р от 12 июня 2020 года «Об определении административных центров и утверждении территорий территориальных общин Полтавской области», путем объединения территорий и населенных пунктов Котелевского поселкового и  Бельского, Деревковского, Сидоряченского сельских советов Котелевского района Полтавской области.

## Населенные пункты
В состав общины входят 1 поселок (Котельва) и 9 сел: Бельск, Деревки, Каменное, Любка, Михайловка Первая, Михайлово, Млинки, Сидоряче, Чернещина.